# Zupaysaurus
Zupaysaurus é um género de dinossauro terópoda que viveu entre o período Rhaetiano do Triássico e o Hettangiano do Jurássico onde é agora a Argentina. Embora ainda não tenha sido descoberto um esqueleto completo, o Zupaysaurus pode ser considerados como bípede predador, com até 4 metros (13 pés) de comprimento. Pode ter tido duas cristas paralelas seguindo o comprimento do focinho.

## Etimologia
O nome Zupaysaurus é composto da palavra quíchua supay, que significa "diabo"; e da palavra grega sauros (σαυρυς) que significa "lagarto"; assim, "lagarto do diabo". Na mitologia Inca, Supay foi tanto o Deus da morte e governante do ukhu pacha, submundo Inca. O espécie foi nomeado Z. rougieri em honra de Guillermo Rougier, o cientista que liderou a expedição que descobriu e recolheu o holótipo (espécime original). Zupaysaurus foi primeiro descrito e nomeado na revista científica Ameghiniana pelos paleontólogos Argentinos Andrea Arcucci e Rodolfo Coria em 2003.

## Descrição

Comparação de tamanho entre Zupaysaurus e um humano.

Zupaysaurus foi um terópode de médio porte. O crânio de um adulto, mede aproximadamente 450mm de comprimento, sugerindo um corpo de aproximadamente 4 metros de comprimento. Outras estimativas sugerem que Zupaysaurus era, na melhor das hipóteses, 5,5 m de comprimento e pesava 200 kg no máximo. O comprimento dos ossos do pescoço recuperado sugere que este gênero tem um pescoço bastante longo. Como o coelophysoidea, Zupaysaurus tem uma torção em seu focinho, entre os pré-maxilar e maxilar ossos da mandíbula superior. Estima-se que Zupaysaurus tinha
24 dentes e uma articulação está presente na dobradiça inferior da mandíbula. Apenas um espécime de Zupaysaurus é conhecido pela ciência. O holótipo espécime foi designado PULR-076, que consiste de um crânio quase completo, que foi muito bem preservado, o ombro direito, perna direita e tornozelo e doze vértebras da garganta, parte traseira e quadris. Material adicional de indivíduo menor encontrado no mesmo local podem ou não podem pertencer ao Zupaysaurus.

### Ornamentação craniana

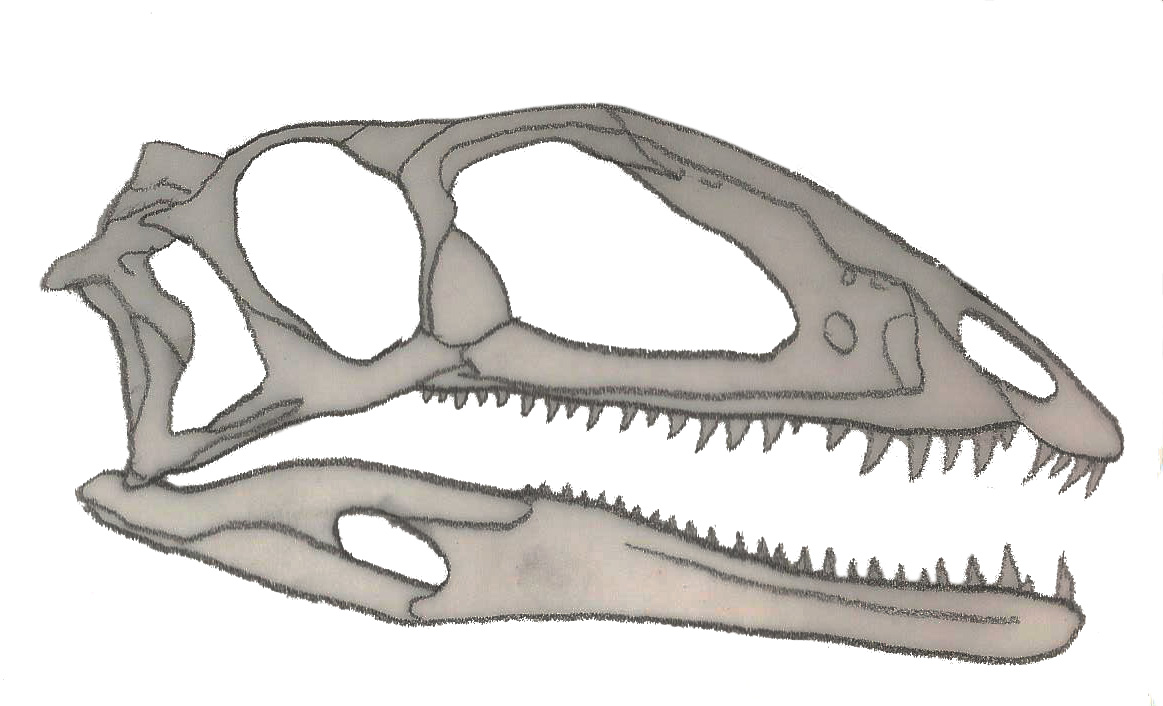
Diagrama do crânio

Como Zupaysaurus foi originalmente descrito, tinha duas cristas paralelas finas no topo do crânio, semelhante ao terópodes como o Dilophosaurus e Coelophysis kayentakatae. Essas cristas são pensadas para ter sido formados pelo osso nasal, ao contrário dos muitos outros terópodes que também incorporaram o osso lacrimal. Cristas no crânio foi difundidas entre os terópodes e pode ter sido usadas para fins comunicativos como espécie ou gênero reconhecimento. No entanto, a análise mais recente do crânio tem elenco de dúvida sobre a presença destas cristas em Zupaysaurus. Um resumo não publicado, apresentado em uma conferência recente indicado as estruturas inicialmente identificadas como cristas na verdade eram os ossos lacrimais deslocados para cima durante o processo de fossilização. Outra ornamentação craniana incluiu uma rugosa crista lacrimal saliente lateralmente na parte superior do crânio.

## Taxonomia e classificação
Quando oficialmente descrito por Arcucci e Coria (2003) Zupaysaurus foi classificado como o mais antigo conhecido terópode Tetanurae devido a várias características de seu crânio, dentição e o membro posterior. No entanto, várias características típica de terópodes mais basais foram também observados pelos autores originais. Análises feitas em 2005, por Carano, Tykoski e Ezcurra e Novas, têm classificado Zupaysaurus como um Coelophysoidea relacionados ao Segisaurus e provavelmente Liliensternusporém mais basal do que Coelophysis. Yates (2006) encontrou Zupaysaurus para formar um grupo com Dilophosaurus e Dracovenator colocá-lo em um monofilético Dilophosauridae. Mas estudos posteriores encontraram Zupaysaurus ser um táxon irmão para um clado contendo Dilophosauridae, Ceratosauria e Tetanurae.
Abaixo está um cladograma baseado na análise filogenética conduzida por Sues et al. em 2011, mostrando as relações de Zupaysaurus:
|  | Staurikosaurus                                                 |
|  |                                                                |
|  | \| \| Herrerasaurus \| \| \| \| \| \| Chindesaurus \| \| \| \| |
|  |                                                                |
|  | Herrerasaurus                                                  |
|  |                                                                |
|  | Chindesaurus                                                   |
|  |                                                                |

|  | Herrerasaurus |
|  |               |
|  | Chindesaurus  |
|  |               |

|  | Coelophysis |
|  |             |

|  | Cryolophosaurus                                                                                               |
|  | |
|  | \| \| Dilophosaurus \| \| \| \| \| \| Téropodes do Jurássico (incluindo Ceratosauria e Tetanurae) \| \| \| \| |
|  | |
|  | Dilophosaurus                                                                                                 |
|  | |
|  | Téropodes do Jurássico (incluindo Ceratosauria e Tetanurae)                                                   |
|  | |

|  | Dilophosaurus                                               |
|  |                                                             |
|  | Téropodes do Jurássico (incluindo Ceratosauria e Tetanurae) |
|  |                                                             |

|  | Cryolophosaurus                                                                                               |
|  | |
|  | \| \| Dilophosaurus \| \| \| \| \| \| Téropodes do Jurássico (incluindo Ceratosauria e Tetanurae) \| \| \| \| |
|  | |
|  | Dilophosaurus                                                                                                 |
|  | |
|  | Téropodes do Jurássico (incluindo Ceratosauria e Tetanurae)                                                   |
|  | |

|  | Dilophosaurus                                               |
|  |                                                             |
|  | Téropodes do Jurássico (incluindo Ceratosauria e Tetanurae) |
|  |                                                             |

|  | Cryolophosaurus                                                                                               |
|  | |
|  | \| \| Dilophosaurus \| \| \| \| \| \| Téropodes do Jurássico (incluindo Ceratosauria e Tetanurae) \| \| \| \| |
|  | |
|  | Dilophosaurus                                                                                                 |
|  | |
|  | Téropodes do Jurássico (incluindo Ceratosauria e Tetanurae)                                                   |
|  | |

|  | Dilophosaurus                                               |
|  |                                                             |
|  | Téropodes do Jurássico (incluindo Ceratosauria e Tetanurae) |
|  |                                                             |

|  | Cryolophosaurus                                                                                               |
|  | |
|  | \| \| Dilophosaurus \| \| \| \| \| \| Téropodes do Jurássico (incluindo Ceratosauria e Tetanurae) \| \| \| \| |
|  | |
|  | Dilophosaurus                                                                                                 |
|  | |
|  | Téropodes do Jurássico (incluindo Ceratosauria e Tetanurae)                                                   |
|  | |

|  | Dilophosaurus                                               |
|  |                                                             |
|  | Téropodes do Jurássico (incluindo Ceratosauria e Tetanurae) |
|  |                                                             |

|  | Coelophysis |
|  |             |

|  | Cryolophosaurus                                                                                               |
|  | |
|  | \| \| Dilophosaurus \| \| \| \| \| \| Téropodes do Jurássico (incluindo Ceratosauria e Tetanurae) \| \| \| \| |
|  | |
|  | Dilophosaurus                                                                                                 |
|  | |
|  | Téropodes do Jurássico (incluindo Ceratosauria e Tetanurae)                                                   |
|  | |

|  | Dilophosaurus                                               |
|  |                                                             |
|  | Téropodes do Jurássico (incluindo Ceratosauria e Tetanurae) |
|  |                                                             |

|  | Cryolophosaurus                                                                                               |
|  | |
|  | \| \| Dilophosaurus \| \| \| \| \| \| Téropodes do Jurássico (incluindo Ceratosauria e Tetanurae) \| \| \| \| |
|  | |
|  | Dilophosaurus                                                                                                 |
|  | |
|  | Téropodes do Jurássico (incluindo Ceratosauria e Tetanurae)                                                   |
|  | |

|  | Dilophosaurus                                               |
|  |                                                             |
|  | Téropodes do Jurássico (incluindo Ceratosauria e Tetanurae) |
|  |                                                             |

|  | Cryolophosaurus                                                                                               |
|  | |
|  | \| \| Dilophosaurus \| \| \| \| \| \| Téropodes do Jurássico (incluindo Ceratosauria e Tetanurae) \| \| \| \| |
|  | |
|  | Dilophosaurus                                                                                                 |
|  | |
|  | Téropodes do Jurássico (incluindo Ceratosauria e Tetanurae)                                                   |
|  | |

|  | Dilophosaurus                                               |
|  |                                                             |
|  | Téropodes do Jurássico (incluindo Ceratosauria e Tetanurae) |
|  |                                                             |

|  | Cryolophosaurus                                                                                               |
|  | |
|  | \| \| Dilophosaurus \| \| \| \| \| \| Téropodes do Jurássico (incluindo Ceratosauria e Tetanurae) \| \| \| \| |
|  | |
|  | Dilophosaurus                                                                                                 |
|  | |
|  | Téropodes do Jurássico (incluindo Ceratosauria e Tetanurae)                                                   |
|  | |

|  | Dilophosaurus                                               |
|  |                                                             |
|  | Téropodes do Jurássico (incluindo Ceratosauria e Tetanurae) |
|  |                                                             |

|  | Coelophysis |
|  |             |

|  | Cryolophosaurus                                                                                               |
|  | |
|  | \| \| Dilophosaurus \| \| \| \| \| \| Téropodes do Jurássico (incluindo Ceratosauria e Tetanurae) \| \| \| \| |
|  | |
|  | Dilophosaurus                                                                                                 |
|  | |
|  | Téropodes do Jurássico (incluindo Ceratosauria e Tetanurae)                                                   |
|  | |

|  | Dilophosaurus                                               |
|  |                                                             |
|  | Téropodes do Jurássico (incluindo Ceratosauria e Tetanurae) |
|  |                                                             |

|  | Cryolophosaurus                                                                                               |
|  | |
|  | \| \| Dilophosaurus \| \| \| \| \| \| Téropodes do Jurássico (incluindo Ceratosauria e Tetanurae) \| \| \| \| |
|  | |
|  | Dilophosaurus                                                                                                 |
|  | |
|  | Téropodes do Jurássico (incluindo Ceratosauria e Tetanurae)                                                   |
|  | |

|  | Dilophosaurus                                               |
|  |                                                             |
|  | Téropodes do Jurássico (incluindo Ceratosauria e Tetanurae) |
|  |                                                             |

|  | Cryolophosaurus                                                                                               |
|  | |
|  | \| \| Dilophosaurus \| \| \| \| \| \| Téropodes do Jurássico (incluindo Ceratosauria e Tetanurae) \| \| \| \| |
|  | |
|  | Dilophosaurus                                                                                                 |
|  | |
|  | Téropodes do Jurássico (incluindo Ceratosauria e Tetanurae)                                                   |
|  | |

|  | Dilophosaurus                                               |
|  |                                                             |
|  | Téropodes do Jurássico (incluindo Ceratosauria e Tetanurae) |
|  |                                                             |

|  | Cryolophosaurus                                                                                               |
|  | |
|  | \| \| Dilophosaurus \| \| \| \| \| \| Téropodes do Jurássico (incluindo Ceratosauria e Tetanurae) \| \| \| \| |
|  | |
|  | Dilophosaurus                                                                                                 |
|  | |
|  | Téropodes do Jurássico (incluindo Ceratosauria e Tetanurae)                                                   |
|  | |

|  | Dilophosaurus                                               |
|  |                                                             |
|  | Téropodes do Jurássico (incluindo Ceratosauria e Tetanurae) |
|  |                                                             |

|  | Coelophysis |
|  |             |

|  | Cryolophosaurus                                                                                               |
|  | |
|  | \| \| Dilophosaurus \| \| \| \| \| \| Téropodes do Jurássico (incluindo Ceratosauria e Tetanurae) \| \| \| \| |
|  | |
|  | Dilophosaurus                                                                                                 |
|  | |
|  | Téropodes do Jurássico (incluindo Ceratosauria e Tetanurae)                                                   |
|  | |

|  | Dilophosaurus                                               |
|  |                                                             |
|  | Téropodes do Jurássico (incluindo Ceratosauria e Tetanurae) |
|  |                                                             |

|  | Cryolophosaurus                                                                                               |
|  | |
|  | \| \| Dilophosaurus \| \| \| \| \| \| Téropodes do Jurássico (incluindo Ceratosauria e Tetanurae) \| \| \| \| |
|  | |
|  | Dilophosaurus                                                                                                 |
|  | |
|  | Téropodes do Jurássico (incluindo Ceratosauria e Tetanurae)                                                   |
|  | |

|  | Dilophosaurus                                               |
|  |                                                             |
|  | Téropodes do Jurássico (incluindo Ceratosauria e Tetanurae) |
|  |                                                             |

|  | Cryolophosaurus                                                                                               |
|  | |
|  | \| \| Dilophosaurus \| \| \| \| \| \| Téropodes do Jurássico (incluindo Ceratosauria e Tetanurae) \| \| \| \| |
|  | |
|  | Dilophosaurus                                                                                                 |
|  | |
|  | Téropodes do Jurássico (incluindo Ceratosauria e Tetanurae)                                                   |
|  | |

|  | Dilophosaurus                                               |
|  |                                                             |
|  | Téropodes do Jurássico (incluindo Ceratosauria e Tetanurae) |
|  |                                                             |

|  | Cryolophosaurus                                                                                               |
|  | |
|  | \| \| Dilophosaurus \| \| \| \| \| \| Téropodes do Jurássico (incluindo Ceratosauria e Tetanurae) \| \| \| \| |
|  | |
|  | Dilophosaurus                                                                                                 |
|  | |
|  | Téropodes do Jurássico (incluindo Ceratosauria e Tetanurae)                                                   |
|  | |

|  | Dilophosaurus                                               |
|  |                                                             |
|  | Téropodes do Jurássico (incluindo Ceratosauria e Tetanurae) |
|  |                                                             |

|  | Coelophysis |
|  |             |

|  | Cryolophosaurus                                                                                               |
|  | |
|  | \| \| Dilophosaurus \| \| \| \| \| \| Téropodes do Jurássico (incluindo Ceratosauria e Tetanurae) \| \| \| \| |
|  | |
|  | Dilophosaurus                                                                                                 |
|  | |
|  | Téropodes do Jurássico (incluindo Ceratosauria e Tetanurae)                                                   |
|  | |

|  | Dilophosaurus                                               |
|  |                                                             |
|  | Téropodes do Jurássico (incluindo Ceratosauria e Tetanurae) |
|  |                                                             |

|  | Cryolophosaurus                                                                                               |
|  | |
|  | \| \| Dilophosaurus \| \| \| \| \| \| Téropodes do Jurássico (incluindo Ceratosauria e Tetanurae) \| \| \| \| |
|  | |
|  | Dilophosaurus                                                                                                 |
|  | |
|  | Téropodes do Jurássico (incluindo Ceratosauria e Tetanurae)                                                   |
|  | |

|  | Dilophosaurus                                               |
|  |                                                             |
|  | Téropodes do Jurássico (incluindo Ceratosauria e Tetanurae) |
|  |                                                             |

|  | Cryolophosaurus                                                                                               |
|  | |
|  | \| \| Dilophosaurus \| \| \| \| \| \| Téropodes do Jurássico (incluindo Ceratosauria e Tetanurae) \| \| \| \| |
|  | |
|  | Dilophosaurus                                                                                                 |
|  | |
|  | Téropodes do Jurássico (incluindo Ceratosauria e Tetanurae)                                                   |
|  | |

|  | Dilophosaurus                                               |
|  |                                                             |
|  | Téropodes do Jurássico (incluindo Ceratosauria e Tetanurae) |
|  |                                                             |

|  | Cryolophosaurus                                                                                               |
|  | |
|  | \| \| Dilophosaurus \| \| \| \| \| \| Téropodes do Jurássico (incluindo Ceratosauria e Tetanurae) \| \| \| \| |
|  | |
|  | Dilophosaurus                                                                                                 |
|  | |
|  | Téropodes do Jurássico (incluindo Ceratosauria e Tetanurae)                                                   |
|  | |

|  | Dilophosaurus                                               |
|  |                                                             |
|  | Téropodes do Jurássico (incluindo Ceratosauria e Tetanurae) |
|  |                                                             |

|  | Coelophysis |
|  |             |

|  | Cryolophosaurus                                                                                               |
|  | |
|  | \| \| Dilophosaurus \| \| \| \| \| \| Téropodes do Jurássico (incluindo Ceratosauria e Tetanurae) \| \| \| \| |
|  | |
|  | Dilophosaurus                                                                                                 |
|  | |
|  | Téropodes do Jurássico (incluindo Ceratosauria e Tetanurae)                                                   |
|  | |

|  | Dilophosaurus                                               |
|  |                                                             |
|  | Téropodes do Jurássico (incluindo Ceratosauria e Tetanurae) |
|  |                                                             |

|  | Cryolophosaurus                                                                                               |
|  | |
|  | \| \| Dilophosaurus \| \| \| \| \| \| Téropodes do Jurássico (incluindo Ceratosauria e Tetanurae) \| \| \| \| |
|  | |
|  | Dilophosaurus                                                                                                 |
|  | |
|  | Téropodes do Jurássico (incluindo Ceratosauria e Tetanurae)                                                   |
|  | |

|  | Dilophosaurus                                               |
|  |                                                             |
|  | Téropodes do Jurássico (incluindo Ceratosauria e Tetanurae) |
|  |                                                             |

|  | Cryolophosaurus                                                                                               |
|  | |
|  | \| \| Dilophosaurus \| \| \| \| \| \| Téropodes do Jurássico (incluindo Ceratosauria e Tetanurae) \| \| \| \| |
|  | |
|  | Dilophosaurus                                                                                                 |
|  | |
|  | Téropodes do Jurássico (incluindo Ceratosauria e Tetanurae)                                                   |
|  | |

|  | Dilophosaurus                                               |
|  |                                                             |
|  | Téropodes do Jurássico (incluindo Ceratosauria e Tetanurae) |
|  |                                                             |

|  | Cryolophosaurus                                                                                               |
|  | |
|  | \| \| Dilophosaurus \| \| \| \| \| \| Téropodes do Jurássico (incluindo Ceratosauria e Tetanurae) \| \| \| \| |
|  | |
|  | Dilophosaurus                                                                                                 |
|  | |
|  | Téropodes do Jurássico (incluindo Ceratosauria e Tetanurae)                                                   |
|  | |

|  | Dilophosaurus                                               |
|  |                                                             |
|  | Téropodes do Jurássico (incluindo Ceratosauria e Tetanurae) |
|  |                                                             |

|  | Coelophysis |
|  |             |

|  | Cryolophosaurus                                                                                               |
|  | |
|  | \| \| Dilophosaurus \| \| \| \| \| \| Téropodes do Jurássico (incluindo Ceratosauria e Tetanurae) \| \| \| \| |
|  | |
|  | Dilophosaurus                                                                                                 |
|  | |
|  | Téropodes do Jurássico (incluindo Ceratosauria e Tetanurae)                                                   |
|  | |

|  | Dilophosaurus                                               |
|  |                                                             |
|  | Téropodes do Jurássico (incluindo Ceratosauria e Tetanurae) |
|  |                                                             |

|  | Cryolophosaurus                                                                                               |
|  | |
|  | \| \| Dilophosaurus \| \| \| \| \| \| Téropodes do Jurássico (incluindo Ceratosauria e Tetanurae) \| \| \| \| |
|  | |
|  | Dilophosaurus                                                                                                 |
|  | |
|  | Téropodes do Jurássico (incluindo Ceratosauria e Tetanurae)                                                   |
|  | |

|  | Dilophosaurus                                               |
|  |                                                             |
|  | Téropodes do Jurássico (incluindo Ceratosauria e Tetanurae) |
|  |                                                             |

|  | Cryolophosaurus                                                                                               |
|  | |
|  | \| \| Dilophosaurus \| \| \| \| \| \| Téropodes do Jurássico (incluindo Ceratosauria e Tetanurae) \| \| \| \| |
|  | |
|  | Dilophosaurus                                                                                                 |
|  | |
|  | Téropodes do Jurássico (incluindo Ceratosauria e Tetanurae)                                                   |
|  | |

|  | Dilophosaurus                                               |
|  |                                                             |
|  | Téropodes do Jurássico (incluindo Ceratosauria e Tetanurae) |
|  |                                                             |

|  | Cryolophosaurus                                                                                               |
|  | |
|  | \| \| Dilophosaurus \| \| \| \| \| \| Téropodes do Jurássico (incluindo Ceratosauria e Tetanurae) \| \| \| \| |
|  | |
|  | Dilophosaurus                                                                                                 |
|  | |
|  | Téropodes do Jurássico (incluindo Ceratosauria e Tetanurae)                                                   |
|  | |

|  | Dilophosaurus                                               |
|  |                                                             |
|  | Téropodes do Jurássico (incluindo Ceratosauria e Tetanurae) |
|  |                                                             |

|  | Coelophysis |
|  |             |

|  | Cryolophosaurus                                                                                               |
|  | |
|  | \| \| Dilophosaurus \| \| \| \| \| \| Téropodes do Jurássico (incluindo Ceratosauria e Tetanurae) \| \| \| \| |
|  | |
|  | Dilophosaurus                                                                                                 |
|  | |
|  | Téropodes do Jurássico (incluindo Ceratosauria e Tetanurae)                                                   |
|  | |

|  | Dilophosaurus                                               |
|  |                                                             |
|  | Téropodes do Jurássico (incluindo Ceratosauria e Tetanurae) |
|  |                                                             |

|  | Cryolophosaurus                                                                                               |
|  | |
|  | \| \| Dilophosaurus \| \| \| \| \| \| Téropodes do Jurássico (incluindo Ceratosauria e Tetanurae) \| \| \| \| |
|  | |
|  | Dilophosaurus                                                                                                 |
|  | |
|  | Téropodes do Jurássico (incluindo Ceratosauria e Tetanurae)                                                   |
|  | |

|  | Dilophosaurus                                               |
|  |                                                             |
|  | Téropodes do Jurássico (incluindo Ceratosauria e Tetanurae) |
|  |                                                             |

|  | Cryolophosaurus                                                                                               |
|  | |
|  | \| \| Dilophosaurus \| \| \| \| \| \| Téropodes do Jurássico (incluindo Ceratosauria e Tetanurae) \| \| \| \| |
|  | |
|  | Dilophosaurus                                                                                                 |
|  | |
|  | Téropodes do Jurássico (incluindo Ceratosauria e Tetanurae)                                                   |
|  | |

|  | Dilophosaurus                                               |
|  |                                                             |
|  | Téropodes do Jurássico (incluindo Ceratosauria e Tetanurae) |
|  |                                                             |

|  | Cryolophosaurus                                                                                               |
|  | |
|  | \| \| Dilophosaurus \| \| \| \| \| \| Téropodes do Jurássico (incluindo Ceratosauria e Tetanurae) \| \| \| \| |
|  | |
|  | Dilophosaurus                                                                                                 |
|  | |
|  | Téropodes do Jurássico (incluindo Ceratosauria e Tetanurae)                                                   |
|  | |

|  | Dilophosaurus                                               |
|  |                                                             |
|  | Téropodes do Jurássico (incluindo Ceratosauria e Tetanurae) |
|  |                                                             |

|  | Coelophysis |
|  |             |

|  | Cryolophosaurus                                                                                               |
|  | |
|  | \| \| Dilophosaurus \| \| \| \| \| \| Téropodes do Jurássico (incluindo Ceratosauria e Tetanurae) \| \| \| \| |
|  | |
|  | Dilophosaurus                                                                                                 |
|  | |
|  | Téropodes do Jurássico (incluindo Ceratosauria e Tetanurae)                                                   |
|  | |

|  | Dilophosaurus                                               |
|  |                                                             |
|  | Téropodes do Jurássico (incluindo Ceratosauria e Tetanurae) |
|  |                                                             |

|  | Cryolophosaurus                                                                                               |
|  | |
|  | \| \| Dilophosaurus \| \| \| \| \| \| Téropodes do Jurássico (incluindo Ceratosauria e Tetanurae) \| \| \| \| |
|  | |
|  | Dilophosaurus                                                                                                 |
|  | |
|  | Téropodes do Jurássico (incluindo Ceratosauria e Tetanurae)                                                   |
|  | |

|  | Dilophosaurus                                               |
|  |                                                             |
|  | Téropodes do Jurássico (incluindo Ceratosauria e Tetanurae) |
|  |                                                             |

|  | Cryolophosaurus                                                                                               |
|  | |
|  | \| \| Dilophosaurus \| \| \| \| \| \| Téropodes do Jurássico (incluindo Ceratosauria e Tetanurae) \| \| \| \| |
|  | |
|  | Dilophosaurus                                                                                                 |
|  | |
|  | Téropodes do Jurássico (incluindo Ceratosauria e Tetanurae)                                                   |
|  | |

|  | Dilophosaurus                                               |
|  |                                                             |
|  | Téropodes do Jurássico (incluindo Ceratosauria e Tetanurae) |
|  |                                                             |

|  | Cryolophosaurus                                                                                               |
|  | |
|  | \| \| Dilophosaurus \| \| \| \| \| \| Téropodes do Jurássico (incluindo Ceratosauria e Tetanurae) \| \| \| \| |
|  | |
|  | Dilophosaurus                                                                                                 |
|  | |
|  | Téropodes do Jurássico (incluindo Ceratosauria e Tetanurae)                                                   |
|  | |

|  | Dilophosaurus                                               |
|  |                                                             |
|  | Téropodes do Jurássico (incluindo Ceratosauria e Tetanurae) |
|  |                                                             |

|  | Coelophysis |
|  |             |

|  | Cryolophosaurus                                                                                               |
|  | |
|  | \| \| Dilophosaurus \| \| \| \| \| \| Téropodes do Jurássico (incluindo Ceratosauria e Tetanurae) \| \| \| \| |
|  | |
|  | Dilophosaurus                                                                                                 |
|  | |
|  | Téropodes do Jurássico (incluindo Ceratosauria e Tetanurae)                                                   |
|  | |

|  | Dilophosaurus                                               |
|  |                                                             |
|  | Téropodes do Jurássico (incluindo Ceratosauria e Tetanurae) |
|  |                                                             |

|  | Cryolophosaurus                                                                                               |
|  | |
|  | \| \| Dilophosaurus \| \| \| \| \| \| Téropodes do Jurássico (incluindo Ceratosauria e Tetanurae) \| \| \| \| |
|  | |
|  | Dilophosaurus                                                                                                 |
|  | |
|  | Téropodes do Jurássico (incluindo Ceratosauria e Tetanurae)                                                   |
|  | |

|  | Dilophosaurus                                               |
|  |                                                             |
|  | Téropodes do Jurássico (incluindo Ceratosauria e Tetanurae) |
|  |                                                             |

|  | Cryolophosaurus                                                                                               |
|  | |
|  | \| \| Dilophosaurus \| \| \| \| \| \| Téropodes do Jurássico (incluindo Ceratosauria e Tetanurae) \| \| \| \| |
|  | |
|  | Dilophosaurus                                                                                                 |
|  | |
|  | Téropodes do Jurássico (incluindo Ceratosauria e Tetanurae)                                                   |
|  | |

|  | Dilophosaurus                                               |
|  |                                                             |
|  | Téropodes do Jurássico (incluindo Ceratosauria e Tetanurae) |
|  |                                                             |

|  | Cryolophosaurus                                                                                               |
|  | |
|  | \| \| Dilophosaurus \| \| \| \| \| \| Téropodes do Jurássico (incluindo Ceratosauria e Tetanurae) \| \| \| \| |
|  | |
|  | Dilophosaurus                                                                                                 |
|  | |
|  | Téropodes do Jurássico (incluindo Ceratosauria e Tetanurae)                                                   |
|  | |

|  | Dilophosaurus                                               |
|  |                                                             |
|  | Téropodes do Jurássico (incluindo Ceratosauria e Tetanurae) |
|  |                                                             |

|  | Coelophysis |
|  |             |

|  | Cryolophosaurus                                                                                               |
|  | |
|  | \| \| Dilophosaurus \| \| \| \| \| \| Téropodes do Jurássico (incluindo Ceratosauria e Tetanurae) \| \| \| \| |
|  | |
|  | Dilophosaurus                                                                                                 |
|  | |
|  | Téropodes do Jurássico (incluindo Ceratosauria e Tetanurae)                                                   |
|  | |

|  | Dilophosaurus                                               |
|  |                                                             |
|  | Téropodes do Jurássico (incluindo Ceratosauria e Tetanurae) |
|  |                                                             |

|  | Cryolophosaurus                                                                                               |
|  | |
|  | \| \| Dilophosaurus \| \| \| \| \| \| Téropodes do Jurássico (incluindo Ceratosauria e Tetanurae) \| \| \| \| |
|  | |
|  | Dilophosaurus                                                                                                 |
|  | |
|  | Téropodes do Jurássico (incluindo Ceratosauria e Tetanurae)                                                   |
|  | |

|  | Dilophosaurus                                               |
|  |                                                             |
|  | Téropodes do Jurássico (incluindo Ceratosauria e Tetanurae) |
|  |                                                             |

|  | Cryolophosaurus                                                                                               |
|  | |
|  | \| \| Dilophosaurus \| \| \| \| \| \| Téropodes do Jurássico (incluindo Ceratosauria e Tetanurae) \| \| \| \| |
|  | |
|  | Dilophosaurus                                                                                                 |
|  | |
|  | Téropodes do Jurássico (incluindo Ceratosauria e Tetanurae)                                                   |
|  | |

|  | Dilophosaurus                                               |
|  |                                                             |
|  | Téropodes do Jurássico (incluindo Ceratosauria e Tetanurae) |
|  |                                                             |

|  | Cryolophosaurus                                                                                               |
|  | |
|  | \| \| Dilophosaurus \| \| \| \| \| \| Téropodes do Jurássico (incluindo Ceratosauria e Tetanurae) \| \| \| \| |
|  | |
|  | Dilophosaurus                                                                                                 |
|  | |
|  | Téropodes do Jurássico (incluindo Ceratosauria e Tetanurae)                                                   |
|  | |

|  | Dilophosaurus                                               |
|  |                                                             |
|  | Téropodes do Jurássico (incluindo Ceratosauria e Tetanurae) |
|  |                                                             |

|  | Coelophysis |
|  |             |

|  | Cryolophosaurus                                                                                               |
|  | |
|  | \| \| Dilophosaurus \| \| \| \| \| \| Téropodes do Jurássico (incluindo Ceratosauria e Tetanurae) \| \| \| \| |
|  | |
|  | Dilophosaurus                                                                                                 |
|  | |
|  | Téropodes do Jurássico (incluindo Ceratosauria e Tetanurae)                                                   |
|  | |

|  | Dilophosaurus                                               |
|  |                                                             |
|  | Téropodes do Jurássico (incluindo Ceratosauria e Tetanurae) |
|  |                                                             |

|  | Cryolophosaurus                                                                                               |
|  | |
|  | \| \| Dilophosaurus \| \| \| \| \| \| Téropodes do Jurássico (incluindo Ceratosauria e Tetanurae) \| \| \| \| |
|  | |
|  | Dilophosaurus                                                                                                 |
|  | |
|  | Téropodes do Jurássico (incluindo Ceratosauria e Tetanurae)                                                   |
|  | |

|  | Dilophosaurus                                               |
|  |                                                             |
|  | Téropodes do Jurássico (incluindo Ceratosauria e Tetanurae) |
|  |                                                             |

|  | Cryolophosaurus                                                                                               |
|  | |
|  | \| \| Dilophosaurus \| \| \| \| \| \| Téropodes do Jurássico (incluindo Ceratosauria e Tetanurae) \| \| \| \| |
|  | |
|  | Dilophosaurus                                                                                                 |
|  | |
|  | Téropodes do Jurássico (incluindo Ceratosauria e Tetanurae)                                                   |
|  | |

|  | Dilophosaurus                                               |
|  |                                                             |
|  | Téropodes do Jurássico (incluindo Ceratosauria e Tetanurae) |
|  |                                                             |

|  | Cryolophosaurus                                                                                               |
|  | |
|  | \| \| Dilophosaurus \| \| \| \| \| \| Téropodes do Jurássico (incluindo Ceratosauria e Tetanurae) \| \| \| \| |
|  | |
|  | Dilophosaurus                                                                                                 |
|  | |
|  | Téropodes do Jurássico (incluindo Ceratosauria e Tetanurae)                                                   |
|  | |

|  | Dilophosaurus                                               |
|  |                                                             |
|  | Téropodes do Jurássico (incluindo Ceratosauria e Tetanurae) |
|  |                                                             |

|  | Coelophysis |
|  |             |

|  | Cryolophosaurus                                                                                               |
|  | |
|  | \| \| Dilophosaurus \| \| \| \| \| \| Téropodes do Jurássico (incluindo Ceratosauria e Tetanurae) \| \| \| \| |
|  | |
|  | Dilophosaurus                                                                                                 |
|  | |
|  | Téropodes do Jurássico (incluindo Ceratosauria e Tetanurae)                                                   |
|  | |

|  | Dilophosaurus                                               |
|  |                                                             |
|  | Téropodes do Jurássico (incluindo Ceratosauria e Tetanurae) |
|  |                                                             |

|  | Cryolophosaurus                                                                                               |
|  | |
|  | \| \| Dilophosaurus \| \| \| \| \| \| Téropodes do Jurássico (incluindo Ceratosauria e Tetanurae) \| \| \| \| |
|  | |
|  | Dilophosaurus                                                                                                 |
|  | |
|  | Téropodes do Jurássico (incluindo Ceratosauria e Tetanurae)                                                   |
|  | |

|  | Dilophosaurus                                               |
|  |                                                             |
|  | Téropodes do Jurássico (incluindo Ceratosauria e Tetanurae) |
|  |                                                             |

|  | Cryolophosaurus                                                                                               |
|  | |
|  | \| \| Dilophosaurus \| \| \| \| \| \| Téropodes do Jurássico (incluindo Ceratosauria e Tetanurae) \| \| \| \| |
|  | |
|  | Dilophosaurus                                                                                                 |
|  | |
|  | Téropodes do Jurássico (incluindo Ceratosauria e Tetanurae)                                                   |
|  | |

|  | Dilophosaurus                                               |
|  |                                                             |
|  | Téropodes do Jurássico (incluindo Ceratosauria e Tetanurae) |
|  |                                                             |

|  | Cryolophosaurus                                                                                               |
|  | |
|  | \| \| Dilophosaurus \| \| \| \| \| \| Téropodes do Jurássico (incluindo Ceratosauria e Tetanurae) \| \| \| \| |
|  | |
|  | Dilophosaurus                                                                                                 |
|  | |
|  | Téropodes do Jurássico (incluindo Ceratosauria e Tetanurae)                                                   |
|  | |

|  | Dilophosaurus                                               |
|  |                                                             |
|  | Téropodes do Jurássico (incluindo Ceratosauria e Tetanurae) |
|  |                                                             |

|  | Coelophysis |
|  |             |

|  | Cryolophosaurus                                                                                               |
|  | |
|  | \| \| Dilophosaurus \| \| \| \| \| \| Téropodes do Jurássico (incluindo Ceratosauria e Tetanurae) \| \| \| \| |
|  | |
|  | Dilophosaurus                                                                                                 |
|  | |
|  | Téropodes do Jurássico (incluindo Ceratosauria e Tetanurae)                                                   |
|  | |

|  | Dilophosaurus                                               |
|  |                                                             |
|  | Téropodes do Jurássico (incluindo Ceratosauria e Tetanurae) |
|  |                                                             |

|  | Cryolophosaurus                                                                                               |
|  | |
|  | \| \| Dilophosaurus \| \| \| \| \| \| Téropodes do Jurássico (incluindo Ceratosauria e Tetanurae) \| \| \| \| |
|  | |
|  | Dilophosaurus                                                                                                 |
|  | |
|  | Téropodes do Jurássico (incluindo Ceratosauria e Tetanurae)                                                   |
|  | |

|  | Dilophosaurus                                               |
|  |                                                             |
|  | Téropodes do Jurássico (incluindo Ceratosauria e Tetanurae) |
|  |                                                             |

|  | Cryolophosaurus                                                                                               |
|  | |
|  | \| \| Dilophosaurus \| \| \| \| \| \| Téropodes do Jurássico (incluindo Ceratosauria e Tetanurae) \| \| \| \| |
|  | |
|  | Dilophosaurus                                                                                                 |
|  | |
|  | Téropodes do Jurássico (incluindo Ceratosauria e Tetanurae)                                                   |
|  | |

|  | Dilophosaurus                                               |
|  |                                                             |
|  | Téropodes do Jurássico (incluindo Ceratosauria e Tetanurae) |
|  |                                                             |

|  | Cryolophosaurus                                                                                               |
|  | |
|  | \| \| Dilophosaurus \| \| \| \| \| \| Téropodes do Jurássico (incluindo Ceratosauria e Tetanurae) \| \| \| \| |
|  | |
|  | Dilophosaurus                                                                                                 |
|  | |
|  | Téropodes do Jurássico (incluindo Ceratosauria e Tetanurae)                                                   |
|  | |

|  | Dilophosaurus                                               |
|  |                                                             |
|  | Téropodes do Jurássico (incluindo Ceratosauria e Tetanurae) |
|  |                                                             |

|  | Coelophysis |
|  |             |

|  | Cryolophosaurus                                                                                               |
|  | |
|  | \| \| Dilophosaurus \| \| \| \| \| \| Téropodes do Jurássico (incluindo Ceratosauria e Tetanurae) \| \| \| \| |
|  | |
|  | Dilophosaurus                                                                                                 |
|  | |
|  | Téropodes do Jurássico (incluindo Ceratosauria e Tetanurae)                                                   |
|  | |

|  | Dilophosaurus                                               |
|  |                                                             |
|  | Téropodes do Jurássico (incluindo Ceratosauria e Tetanurae) |
|  |                                                             |

|  | Cryolophosaurus                                                                                               |
|  | |
|  | \| \| Dilophosaurus \| \| \| \| \| \| Téropodes do Jurássico (incluindo Ceratosauria e Tetanurae) \| \| \| \| |
|  | |
|  | Dilophosaurus                                                                                                 |
|  | |
|  | Téropodes do Jurássico (incluindo Ceratosauria e Tetanurae)                                                   |
|  | |

|  | Dilophosaurus                                               |
|  |                                                             |
|  | Téropodes do Jurássico (incluindo Ceratosauria e Tetanurae) |
|  |                                                             |

|  | Cryolophosaurus                                                                                               |
|  | |
|  | \| \| Dilophosaurus \| \| \| \| \| \| Téropodes do Jurássico (incluindo Ceratosauria e Tetanurae) \| \| \| \| |
|  | |
|  | Dilophosaurus                                                                                                 |
|  | |
|  | Téropodes do Jurássico (incluindo Ceratosauria e Tetanurae)                                                   |
|  | |

|  | Dilophosaurus                                               |
|  |                                                             |
|  | Téropodes do Jurássico (incluindo Ceratosauria e Tetanurae) |
|  |                                                             |

|  | Cryolophosaurus                                                                                               |
|  | |
|  | \| \| Dilophosaurus \| \| \| \| \| \| Téropodes do Jurássico (incluindo Ceratosauria e Tetanurae) \| \| \| \| |
|  | |
|  | Dilophosaurus                                                                                                 |
|  | |
|  | Téropodes do Jurássico (incluindo Ceratosauria e Tetanurae)                                                   |
|  | |

|  | Dilophosaurus                                               |
|  |                                                             |
|  | Téropodes do Jurássico (incluindo Ceratosauria e Tetanurae) |
|  |                                                             |

|  | Coelophysis |
|  |             |

|  | Cryolophosaurus                                                                                               |
|  | |
|  | \| \| Dilophosaurus \| \| \| \| \| \| Téropodes do Jurássico (incluindo Ceratosauria e Tetanurae) \| \| \| \| |
|  | |
|  | Dilophosaurus                                                                                                 |
|  | |
|  | Téropodes do Jurássico (incluindo Ceratosauria e Tetanurae)                                                   |
|  | |

|  | Dilophosaurus                                               |
|  |                                                             |
|  | Téropodes do Jurássico (incluindo Ceratosauria e Tetanurae) |
|  |                                                             |

|  | Cryolophosaurus                                                                                               |
|  | |
|  | \| \| Dilophosaurus \| \| \| \| \| \| Téropodes do Jurássico (incluindo Ceratosauria e Tetanurae) \| \| \| \| |
|  | |
|  | Dilophosaurus                                                                                                 |
|  | |
|  | Téropodes do Jurássico (incluindo Ceratosauria e Tetanurae)                                                   |
|  | |

|  | Dilophosaurus                                               |
|  |                                                             |
|  | Téropodes do Jurássico (incluindo Ceratosauria e Tetanurae) |
|  |                                                             |

|  | Cryolophosaurus                                                                                               |
|  | |
|  | \| \| Dilophosaurus \| \| \| \| \| \| Téropodes do Jurássico (incluindo Ceratosauria e Tetanurae) \| \| \| \| |
|  | |
|  | Dilophosaurus                                                                                                 |
|  | |
|  | Téropodes do Jurássico (incluindo Ceratosauria e Tetanurae)                                                   |
|  | |

|  | Dilophosaurus                                               |
|  |                                                             |
|  | Téropodes do Jurássico (incluindo Ceratosauria e Tetanurae) |
|  |                                                             |

|  | Cryolophosaurus                                                                                               |
|  | |
|  | \| \| Dilophosaurus \| \| \| \| \| \| Téropodes do Jurássico (incluindo Ceratosauria e Tetanurae) \| \| \| \| |
|  | |
|  | Dilophosaurus                                                                                                 |
|  | |
|  | Téropodes do Jurássico (incluindo Ceratosauria e Tetanurae)                                                   |
|  | |

|  | Dilophosaurus                                               |
|  |                                                             |
|  | Téropodes do Jurássico (incluindo Ceratosauria e Tetanurae) |
|  |                                                             |

|  | Staurikosaurus                                                 |
|  |                                                                |
|  | \| \| Herrerasaurus \| \| \| \| \| \| Chindesaurus \| \| \| \| |
|  |                                                                |
|  | Herrerasaurus                                                  |
|  |                                                                |
|  | Chindesaurus                                                   |
|  |                                                                |

|  | Herrerasaurus |
|  |               |
|  | Chindesaurus  |
|  |               |

|  | Coelophysis |
|  |             |

|  | Cryolophosaurus                                                                                               |
|  | |
|  | \| \| Dilophosaurus \| \| \| \| \| \| Téropodes do Jurássico (incluindo Ceratosauria e Tetanurae) \| \| \| \| |
|  | |
|  | Dilophosaurus                                                                                                 |
|  | |
|  | Téropodes do Jurássico (incluindo Ceratosauria e Tetanurae)                                                   |
|  | |

|  | Dilophosaurus                                               |
|  |                                                             |
|  | Téropodes do Jurássico (incluindo Ceratosauria e Tetanurae) |
|  |                                                             |

|  | Cryolophosaurus                                                                                               |
|  | |
|  | \| \| Dilophosaurus \| \| \| \| \| \| Téropodes do Jurássico (incluindo Ceratosauria e Tetanurae) \| \| \| \| |
|  | |
|  | Dilophosaurus                                                                                                 |
|  | |
|  | Téropodes do Jurássico (incluindo Ceratosauria e Tetanurae)                                                   |
|  | |

|  | Dilophosaurus                                               |
|  |                                                             |
|  | Téropodes do Jurássico (incluindo Ceratosauria e Tetanurae) |
|  |                                                             |

|  | Cryolophosaurus                                                                                               |
|  | |
|  | \| \| Dilophosaurus \| \| \| \| \| \| Téropodes do Jurássico (incluindo Ceratosauria e Tetanurae) \| \| \| \| |
|  | |
|  | Dilophosaurus                                                                                                 |
|  | |
|  | Téropodes do Jurássico (incluindo Ceratosauria e Tetanurae)                                                   |
|  | |

|  | Dilophosaurus                                               |
|  |                                                             |
|  | Téropodes do Jurássico (incluindo Ceratosauria e Tetanurae) |
|  |                                                             |

|  | Cryolophosaurus                                                                                               |
|  | |
|  | \| \| Dilophosaurus \| \| \| \| \| \| Téropodes do Jurássico (incluindo Ceratosauria e Tetanurae) \| \| \| \| |
|  | |
|  | Dilophosaurus                                                                                                 |
|  | |
|  | Téropodes do Jurássico (incluindo Ceratosauria e Tetanurae)                                                   |
|  | |

|  | Dilophosaurus                                               |
|  |                                                             |
|  | Téropodes do Jurássico (incluindo Ceratosauria e Tetanurae) |
|  |                                                             |

|  | Coelophysis |
|  |             |

|  | Cryolophosaurus                                                                                               |
|  | |
|  | \| \| Dilophosaurus \| \| \| \| \| \| Téropodes do Jurássico (incluindo Ceratosauria e Tetanurae) \| \| \| \| |
|  | |
|  | Dilophosaurus                                                                                                 |
|  | |
|  | Téropodes do Jurássico (incluindo Ceratosauria e Tetanurae)                                                   |
|  | |

|  | Dilophosaurus                                               |
|  |                                                             |
|  | Téropodes do Jurássico (incluindo Ceratosauria e Tetanurae) |
|  |                                                             |

|  | Cryolophosaurus                                                                                               |
|  | |
|  | \| \| Dilophosaurus \| \| \| \| \| \| Téropodes do Jurássico (incluindo Ceratosauria e Tetanurae) \| \| \| \| |
|  | |
|  | Dilophosaurus                                                                                                 |
|  | |
|  | Téropodes do Jurássico (incluindo Ceratosauria e Tetanurae)                                                   |
|  | |

|  | Dilophosaurus                                               |
|  |                                                             |
|  | Téropodes do Jurássico (incluindo Ceratosauria e Tetanurae) |
|  |                                                             |

|  | Cryolophosaurus                                                                                               |
|  | |
|  | \| \| Dilophosaurus \| \| \| \| \| \| Téropodes do Jurássico (incluindo Ceratosauria e Tetanurae) \| \| \| \| |
|  | |
|  | Dilophosaurus                                                                                                 |
|  | |
|  | Téropodes do Jurássico (incluindo Ceratosauria e Tetanurae)                                                   |
|  | |

|  | Dilophosaurus                                               |
|  |                                                             |
|  | Téropodes do Jurássico (incluindo Ceratosauria e Tetanurae) |
|  |                                                             |

|  | Cryolophosaurus                                                                                               |
|  | |
|  | \| \| Dilophosaurus \| \| \| \| \| \| Téropodes do Jurássico (incluindo Ceratosauria e Tetanurae) \| \| \| \| |
|  | |
|  | Dilophosaurus                                                                                                 |
|  | |
|  | Téropodes do Jurássico (incluindo Ceratosauria e Tetanurae)                                                   |
|  | |

|  | Dilophosaurus                                               |
|  |                                                             |
|  | Téropodes do Jurássico (incluindo Ceratosauria e Tetanurae) |
|  |                                                             |

|  | Coelophysis |
|  |             |

|  | Cryolophosaurus                                                                                               |
|  | |
|  | \| \| Dilophosaurus \| \| \| \| \| \| Téropodes do Jurássico (incluindo Ceratosauria e Tetanurae) \| \| \| \| |
|  | |
|  | Dilophosaurus                                                                                                 |
|  | |
|  | Téropodes do Jurássico (incluindo Ceratosauria e Tetanurae)                                                   |
|  | |

|  | Dilophosaurus                                               |
|  |                                                             |
|  | Téropodes do Jurássico (incluindo Ceratosauria e Tetanurae) |
|  |                                                             |

|  | Cryolophosaurus                                                                                               |
|  | |
|  | \| \| Dilophosaurus \| \| \| \| \| \| Téropodes do Jurássico (incluindo Ceratosauria e Tetanurae) \| \| \| \| |
|  | |
|  | Dilophosaurus                                                                                                 |
|  | |
|  | Téropodes do Jurássico (incluindo Ceratosauria e Tetanurae)                                                   |
|  | |

|  | Dilophosaurus                                               |
|  |                                                             |
|  | Téropodes do Jurássico (incluindo Ceratosauria e Tetanurae) |
|  |                                                             |

|  | Cryolophosaurus                                                                                               |
|  | |
|  | \| \| Dilophosaurus \| \| \| \| \| \| Téropodes do Jurássico (incluindo Ceratosauria e Tetanurae) \| \| \| \| |
|  | |
|  | Dilophosaurus                                                                                                 |
|  | |
|  | Téropodes do Jurássico (incluindo Ceratosauria e Tetanurae)                                                   |
|  | |

|  | Dilophosaurus                                               |
|  |                                                             |
|  | Téropodes do Jurássico (incluindo Ceratosauria e Tetanurae) |
|  |                                                             |

|  | Cryolophosaurus                                                                                               |
|  | |
|  | \| \| Dilophosaurus \| \| \| \| \| \| Téropodes do Jurássico (incluindo Ceratosauria e Tetanurae) \| \| \| \| |
|  | |
|  | Dilophosaurus                                                                                                 |
|  | |
|  | Téropodes do Jurássico (incluindo Ceratosauria e Tetanurae)                                                   |
|  | |

|  | Dilophosaurus                                               |
|  |                                                             |
|  | Téropodes do Jurássico (incluindo Ceratosauria e Tetanurae) |
|  |                                                             |

|  | Coelophysis |
|  |             |

|  | Cryolophosaurus                                                                                               |
|  | |
|  | \| \| Dilophosaurus \| \| \| \| \| \| Téropodes do Jurássico (incluindo Ceratosauria e Tetanurae) \| \| \| \| |
|  | |
|  | Dilophosaurus                                                                                                 |
|  | |
|  | Téropodes do Jurássico (incluindo Ceratosauria e Tetanurae)                                                   |
|  | |

|  | Dilophosaurus                                               |
|  |                                                             |
|  | Téropodes do Jurássico (incluindo Ceratosauria e Tetanurae) |
|  |                                                             |

|  | Cryolophosaurus                                                                                               |
|  | |
|  | \| \| Dilophosaurus \| \| \| \| \| \| Téropodes do Jurássico (incluindo Ceratosauria e Tetanurae) \| \| \| \| |
|  | |
|  | Dilophosaurus                                                                                                 |
|  | |
|  | Téropodes do Jurássico (incluindo Ceratosauria e Tetanurae)                                                   |
|  | |

|  | Dilophosaurus                                               |
|  |                                                             |
|  | Téropodes do Jurássico (incluindo Ceratosauria e Tetanurae) |
|  |                                                             |

|  | Cryolophosaurus                                                                                               |
|  | |
|  | \| \| Dilophosaurus \| \| \| \| \| \| Téropodes do Jurássico (incluindo Ceratosauria e Tetanurae) \| \| \| \| |
|  | |
|  | Dilophosaurus                                                                                                 |
|  | |
|  | Téropodes do Jurássico (incluindo Ceratosauria e Tetanurae)                                                   |
|  | |

|  | Dilophosaurus                                               |
|  |                                                             |
|  | Téropodes do Jurássico (incluindo Ceratosauria e Tetanurae) |
|  |                                                             |

|  | Cryolophosaurus                                                                                               |
|  | |
|  | \| \| Dilophosaurus \| \| \| \| \| \| Téropodes do Jurássico (incluindo Ceratosauria e Tetanurae) \| \| \| \| |
|  | |
|  | Dilophosaurus                                                                                                 |
|  | |
|  | Téropodes do Jurássico (incluindo Ceratosauria e Tetanurae)                                                   |
|  | |

|  | Dilophosaurus                                               |
|  |                                                             |
|  | Téropodes do Jurássico (incluindo Ceratosauria e Tetanurae) |
|  |                                                             |

|  | Coelophysis |
|  |             |

|  | Cryolophosaurus                                                                                               |
|  | |
|  | \| \| Dilophosaurus \| \| \| \| \| \| Téropodes do Jurássico (incluindo Ceratosauria e Tetanurae) \| \| \| \| |
|  | |
|  | Dilophosaurus                                                                                                 |
|  | |
|  | Téropodes do Jurássico (incluindo Ceratosauria e Tetanurae)                                                   |
|  | |

|  | Dilophosaurus                                               |
|  |                                                             |
|  | Téropodes do Jurássico (incluindo Ceratosauria e Tetanurae) |
|  |                                                             |

|  | Cryolophosaurus                                                                                               |
|  | |
|  | \| \| Dilophosaurus \| \| \| \| \| \| Téropodes do Jurássico (incluindo Ceratosauria e Tetanurae) \| \| \| \| |
|  | |
|  | Dilophosaurus                                                                                                 |
|  | |
|  | Téropodes do Jurássico (incluindo Ceratosauria e Tetanurae)                                                   |
|  | |

|  | Dilophosaurus                                               |
|  |                                                             |
|  | Téropodes do Jurássico (incluindo Ceratosauria e Tetanurae) |
|  |                                                             |

|  | Cryolophosaurus                                                                                               |
|  | |
|  | \| \| Dilophosaurus \| \| \| \| \| \| Téropodes do Jurássico (incluindo Ceratosauria e Tetanurae) \| \| \| \| |
|  | |
|  | Dilophosaurus                                                                                                 |
|  | |
|  | Téropodes do Jurássico (incluindo Ceratosauria e Tetanurae)                                                   |
|  | |

|  | Dilophosaurus                                               |
|  |                                                             |
|  | Téropodes do Jurássico (incluindo Ceratosauria e Tetanurae) |
|  |                                                             |

|  | Cryolophosaurus                                                                                               |
|  | |
|  | \| \| Dilophosaurus \| \| \| \| \| \| Téropodes do Jurássico (incluindo Ceratosauria e Tetanurae) \| \| \| \| |
|  | |
|  | Dilophosaurus                                                                                                 |
|  | |
|  | Téropodes do Jurássico (incluindo Ceratosauria e Tetanurae)                                                   |
|  | |

|  | Dilophosaurus                                               |
|  |                                                             |
|  | Téropodes do Jurássico (incluindo Ceratosauria e Tetanurae) |
|  |                                                             |

|  | Coelophysis |
|  |             |

|  | Cryolophosaurus                                                                                               |
|  | |
|  | \| \| Dilophosaurus \| \| \| \| \| \| Téropodes do Jurássico (incluindo Ceratosauria e Tetanurae) \| \| \| \| |
|  | |
|  | Dilophosaurus                                                                                                 |
|  | |
|  | Téropodes do Jurássico (incluindo Ceratosauria e Tetanurae)                                                   |
|  | |

|  | Dilophosaurus                                               |
|  |                                                             |
|  | Téropodes do Jurássico (incluindo Ceratosauria e Tetanurae) |
|  |                                                             |

|  | Cryolophosaurus                                                                                               |
|  | |
|  | \| \| Dilophosaurus \| \| \| \| \| \| Téropodes do Jurássico (incluindo Ceratosauria e Tetanurae) \| \| \| \| |
|  | |
|  | Dilophosaurus                                                                                                 |
|  | |
|  | Téropodes do Jurássico (incluindo Ceratosauria e Tetanurae)                                                   |
|  | |

|  | Dilophosaurus                                               |
|  |                                                             |
|  | Téropodes do Jurássico (incluindo Ceratosauria e Tetanurae) |
|  |                                                             |

|  | Cryolophosaurus                                                                                               |
|  | |
|  | \| \| Dilophosaurus \| \| \| \| \| \| Téropodes do Jurássico (incluindo Ceratosauria e Tetanurae) \| \| \| \| |
|  | |
|  | Dilophosaurus                                                                                                 |
|  | |
|  | Téropodes do Jurássico (incluindo Ceratosauria e Tetanurae)                                                   |
|  | |

|  | Dilophosaurus                                               |
|  |                                                             |
|  | Téropodes do Jurássico (incluindo Ceratosauria e Tetanurae) |
|  |                                                             |

|  | Cryolophosaurus                                                                                               |
|  | |
|  | \| \| Dilophosaurus \| \| \| \| \| \| Téropodes do Jurássico (incluindo Ceratosauria e Tetanurae) \| \| \| \| |
|  | |
|  | Dilophosaurus                                                                                                 |
|  | |
|  | Téropodes do Jurássico (incluindo Ceratosauria e Tetanurae)                                                   |
|  | |

|  | Dilophosaurus                                               |
|  |                                                             |
|  | Téropodes do Jurássico (incluindo Ceratosauria e Tetanurae) |
|  |                                                             |

|  | Coelophysis |
|  |             |

|  | Cryolophosaurus                                                                                               |
|  | |
|  | \| \| Dilophosaurus \| \| \| \| \| \| Téropodes do Jurássico (incluindo Ceratosauria e Tetanurae) \| \| \| \| |
|  | |
|  | Dilophosaurus                                                                                                 |
|  | |
|  | Téropodes do Jurássico (incluindo Ceratosauria e Tetanurae)                                                   |
|  | |

|  | Dilophosaurus                                               |
|  |                                                             |
|  | Téropodes do Jurássico (incluindo Ceratosauria e Tetanurae) |
|  |                                                             |

|  | Cryolophosaurus                                                                                               |
|  | |
|  | \| \| Dilophosaurus \| \| \| \| \| \| Téropodes do Jurássico (incluindo Ceratosauria e Tetanurae) \| \| \| \| |
|  | |
|  | Dilophosaurus                                                                                                 |
|  | |
|  | Téropodes do Jurássico (incluindo Ceratosauria e Tetanurae)                                                   |
|  | |

|  | Dilophosaurus                                               |
|  |                                                             |
|  | Téropodes do Jurássico (incluindo Ceratosauria e Tetanurae) |
|  |                                                             |

|  | Cryolophosaurus                                                                                               |
|  | |
|  | \| \| Dilophosaurus \| \| \| \| \| \| Téropodes do Jurássico (incluindo Ceratosauria e Tetanurae) \| \| \| \| |
|  | |
|  | Dilophosaurus                                                                                                 |
|  | |
|  | Téropodes do Jurássico (incluindo Ceratosauria e Tetanurae)                                                   |
|  | |

|  | Dilophosaurus                                               |
|  |                                                             |
|  | Téropodes do Jurássico (incluindo Ceratosauria e Tetanurae) |
|  |                                                             |

|  | Cryolophosaurus                                                                                               |
|  | |
|  | \| \| Dilophosaurus \| \| \| \| \| \| Téropodes do Jurássico (incluindo Ceratosauria e Tetanurae) \| \| \| \| |
|  | |
|  | Dilophosaurus                                                                                                 |
|  | |
|  | Téropodes do Jurássico (incluindo Ceratosauria e Tetanurae)                                                   |
|  | |

|  | Dilophosaurus                                               |
|  |                                                             |
|  | Téropodes do Jurássico (incluindo Ceratosauria e Tetanurae) |
|  |                                                             |

|  | Coelophysis |
|  |             |

|  | Cryolophosaurus                                                                                               |
|  | |
|  | \| \| Dilophosaurus \| \| \| \| \| \| Téropodes do Jurássico (incluindo Ceratosauria e Tetanurae) \| \| \| \| |
|  | |
|  | Dilophosaurus                                                                                                 |
|  | |
|  | Téropodes do Jurássico (incluindo Ceratosauria e Tetanurae)                                                   |
|  | |

|  | Dilophosaurus                                               |
|  |                                                             |
|  | Téropodes do Jurássico (incluindo Ceratosauria e Tetanurae) |
|  |                                                             |

|  | Cryolophosaurus                                                                                               |
|  | |
|  | \| \| Dilophosaurus \| \| \| \| \| \| Téropodes do Jurássico (incluindo Ceratosauria e Tetanurae) \| \| \| \| |
|  | |
|  | Dilophosaurus                                                                                                 |
|  | |
|  | Téropodes do Jurássico (incluindo Ceratosauria e Tetanurae)                                                   |
|  | |

|  | Dilophosaurus                                               |
|  |                                                             |
|  | Téropodes do Jurássico (incluindo Ceratosauria e Tetanurae) |
|  |                                                             |

|  | Cryolophosaurus                                                                                               |
|  | |
|  | \| \| Dilophosaurus \| \| \| \| \| \| Téropodes do Jurássico (incluindo Ceratosauria e Tetanurae) \| \| \| \| |
|  | |
|  | Dilophosaurus                                                                                                 |
|  | |
|  | Téropodes do Jurássico (incluindo Ceratosauria e Tetanurae)                                                   |
|  | |

|  | Dilophosaurus                                               |
|  |                                                             |
|  | Téropodes do Jurássico (incluindo Ceratosauria e Tetanurae) |
|  |                                                             |

|  | Cryolophosaurus                                                                                               |
|  | |
|  | \| \| Dilophosaurus \| \| \| \| \| \| Téropodes do Jurássico (incluindo Ceratosauria e Tetanurae) \| \| \| \| |
|  | |
|  | Dilophosaurus                                                                                                 |
|  | |
|  | Téropodes do Jurássico (incluindo Ceratosauria e Tetanurae)                                                   |
|  | |

|  | Dilophosaurus                                               |
|  |                                                             |
|  | Téropodes do Jurássico (incluindo Ceratosauria e Tetanurae) |
|  |                                                             |

|  | Coelophysis |
|  |             |

|  | Cryolophosaurus                                                                                               |
|  | |
|  | \| \| Dilophosaurus \| \| \| \| \| \| Téropodes do Jurássico (incluindo Ceratosauria e Tetanurae) \| \| \| \| |
|  | |
|  | Dilophosaurus                                                                                                 |
|  | |
|  | Téropodes do Jurássico (incluindo Ceratosauria e Tetanurae)                                                   |
|  | |

|  | Dilophosaurus                                               |
|  |                                                             |
|  | Téropodes do Jurássico (incluindo Ceratosauria e Tetanurae) |
|  |                                                             |

|  | Cryolophosaurus                                                                                               |
|  | |
|  | \| \| Dilophosaurus \| \| \| \| \| \| Téropodes do Jurássico (incluindo Ceratosauria e Tetanurae) \| \| \| \| |
|  | |
|  | Dilophosaurus                                                                                                 |
|  | |
|  | Téropodes do Jurássico (incluindo Ceratosauria e Tetanurae)                                                   |
|  | |

|  | Dilophosaurus                                               |
|  |                                                             |
|  | Téropodes do Jurássico (incluindo Ceratosauria e Tetanurae) |
|  |                                                             |

|  | Cryolophosaurus                                                                                               |
|  | |
|  | \| \| Dilophosaurus \| \| \| \| \| \| Téropodes do Jurássico (incluindo Ceratosauria e Tetanurae) \| \| \| \| |
|  | |
|  | Dilophosaurus                                                                                                 |
|  | |
|  | Téropodes do Jurássico (incluindo Ceratosauria e Tetanurae)                                                   |
|  | |

|  | Dilophosaurus                                               |
|  |                                                             |
|  | Téropodes do Jurássico (incluindo Ceratosauria e Tetanurae) |
|  |                                                             |

|  | Cryolophosaurus                                                                                               |
|  | |
|  | \| \| Dilophosaurus \| \| \| \| \| \| Téropodes do Jurássico (incluindo Ceratosauria e Tetanurae) \| \| \| \| |
|  | |
|  | Dilophosaurus                                                                                                 |
|  | |
|  | Téropodes do Jurássico (incluindo Ceratosauria e Tetanurae)                                                   |
|  | |

|  | Dilophosaurus                                               |
|  |                                                             |
|  | Téropodes do Jurássico (incluindo Ceratosauria e Tetanurae) |
|  |                                                             |

|  | Coelophysis |
|  |             |

|  | Cryolophosaurus                                                                                               |
|  | |
|  | \| \| Dilophosaurus \| \| \| \| \| \| Téropodes do Jurássico (incluindo Ceratosauria e Tetanurae) \| \| \| \| |
|  | |
|  | Dilophosaurus                                                                                                 |
|  | |
|  | Téropodes do Jurássico (incluindo Ceratosauria e Tetanurae)                                                   |
|  | |

|  | Dilophosaurus                                               |
|  |                                                             |
|  | Téropodes do Jurássico (incluindo Ceratosauria e Tetanurae) |
|  |                                                             |

|  | Cryolophosaurus                                                                                               |
|  | |
|  | \| \| Dilophosaurus \| \| \| \| \| \| Téropodes do Jurássico (incluindo Ceratosauria e Tetanurae) \| \| \| \| |
|  | |
|  | Dilophosaurus                                                                                                 |
|  | |
|  | Téropodes do Jurássico (incluindo Ceratosauria e Tetanurae)                                                   |
|  | |

|  | Dilophosaurus                                               |
|  |                                                             |
|  | Téropodes do Jurássico (incluindo Ceratosauria e Tetanurae) |
|  |                                                             |

|  | Cryolophosaurus                                                                                               |
|  | |
|  | \| \| Dilophosaurus \| \| \| \| \| \| Téropodes do Jurássico (incluindo Ceratosauria e Tetanurae) \| \| \| \| |
|  | |
|  | Dilophosaurus                                                                                                 |
|  | |
|  | Téropodes do Jurássico (incluindo Ceratosauria e Tetanurae)                                                   |
|  | |

|  | Dilophosaurus                                               |
|  |                                                             |
|  | Téropodes do Jurássico (incluindo Ceratosauria e Tetanurae) |
|  |                                                             |

|  | Cryolophosaurus                                                                                               |
|  | |
|  | \| \| Dilophosaurus \| \| \| \| \| \| Téropodes do Jurássico (incluindo Ceratosauria e Tetanurae) \| \| \| \| |
|  | |
|  | Dilophosaurus                                                                                                 |
|  | |
|  | Téropodes do Jurássico (incluindo Ceratosauria e Tetanurae)                                                   |
|  | |

|  | Dilophosaurus                                               |
|  |                                                             |
|  | Téropodes do Jurássico (incluindo Ceratosauria e Tetanurae) |
|  |                                                             |

|  | Coelophysis |
|  |             |

|  | Cryolophosaurus                                                                                               |
|  | |
|  | \| \| Dilophosaurus \| \| \| \| \| \| Téropodes do Jurássico (incluindo Ceratosauria e Tetanurae) \| \| \| \| |
|  | |
|  | Dilophosaurus                                                                                                 |
|  | |
|  | Téropodes do Jurássico (incluindo Ceratosauria e Tetanurae)                                                   |
|  | |

|  | Dilophosaurus                                               |
|  |                                                             |
|  | Téropodes do Jurássico (incluindo Ceratosauria e Tetanurae) |
|  |                                                             |

|  | Cryolophosaurus                                                                                               |
|  | |
|  | \| \| Dilophosaurus \| \| \| \| \| \| Téropodes do Jurássico (incluindo Ceratosauria e Tetanurae) \| \| \| \| |
|  | |
|  | Dilophosaurus                                                                                                 |
|  | |
|  | Téropodes do Jurássico (incluindo Ceratosauria e Tetanurae)                                                   |
|  | |

|  | Dilophosaurus                                               |
|  |                                                             |
|  | Téropodes do Jurássico (incluindo Ceratosauria e Tetanurae) |
|  |                                                             |

|  | Cryolophosaurus                                                                                               |
|  | |
|  | \| \| Dilophosaurus \| \| \| \| \| \| Téropodes do Jurássico (incluindo Ceratosauria e Tetanurae) \| \| \| \| |
|  | |
|  | Dilophosaurus                                                                                                 |
|  | |
|  | Téropodes do Jurássico (incluindo Ceratosauria e Tetanurae)                                                   |
|  | |

|  | Dilophosaurus                                               |
|  |                                                             |
|  | Téropodes do Jurássico (incluindo Ceratosauria e Tetanurae) |
|  |                                                             |

|  | Cryolophosaurus                                                                                               |
|  | |
|  | \| \| Dilophosaurus \| \| \| \| \| \| Téropodes do Jurássico (incluindo Ceratosauria e Tetanurae) \| \| \| \| |
|  | |
|  | Dilophosaurus                                                                                                 |
|  | |
|  | Téropodes do Jurássico (incluindo Ceratosauria e Tetanurae)                                                   |
|  | |

|  | Dilophosaurus                                               |
|  |                                                             |
|  | Téropodes do Jurássico (incluindo Ceratosauria e Tetanurae) |
|  |                                                             |

|  | Coelophysis |
|  |             |

|  | Cryolophosaurus                                                                                               |
|  | |
|  | \| \| Dilophosaurus \| \| \| \| \| \| Téropodes do Jurássico (incluindo Ceratosauria e Tetanurae) \| \| \| \| |
|  | |
|  | Dilophosaurus                                                                                                 |
|  | |
|  | Téropodes do Jurássico (incluindo Ceratosauria e Tetanurae)                                                   |
|  | |

|  | Dilophosaurus                                               |
|  |                                                             |
|  | Téropodes do Jurássico (incluindo Ceratosauria e Tetanurae) |
|  |                                                             |

|  | Cryolophosaurus                                                                                               |
|  | |
|  | \| \| Dilophosaurus \| \| \| \| \| \| Téropodes do Jurássico (incluindo Ceratosauria e Tetanurae) \| \| \| \| |
|  | |
|  | Dilophosaurus                                                                                                 |
|  | |
|  | Téropodes do Jurássico (incluindo Ceratosauria e Tetanurae)                                                   |
|  | |

|  | Dilophosaurus                                               |
|  |                                                             |
|  | Téropodes do Jurássico (incluindo Ceratosauria e Tetanurae) |
|  |                                                             |

|  | Cryolophosaurus                                                                                               |
|  | |
|  | \| \| Dilophosaurus \| \| \| \| \| \| Téropodes do Jurássico (incluindo Ceratosauria e Tetanurae) \| \| \| \| |
|  | |
|  | Dilophosaurus                                                                                                 |
|  | |
|  | Téropodes do Jurássico (incluindo Ceratosauria e Tetanurae)                                                   |
|  | |

|  | Dilophosaurus                                               |
|  |                                                             |
|  | Téropodes do Jurássico (incluindo Ceratosauria e Tetanurae) |
|  |                                                             |

|  | Cryolophosaurus                                                                                               |
|  | |
|  | \| \| Dilophosaurus \| \| \| \| \| \| Téropodes do Jurássico (incluindo Ceratosauria e Tetanurae) \| \| \| \| |
|  | |
|  | Dilophosaurus                                                                                                 |
|  | |
|  | Téropodes do Jurássico (incluindo Ceratosauria e Tetanurae)                                                   |
|  | |

|  | Dilophosaurus                                               |
|  |                                                             |
|  | Téropodes do Jurássico (incluindo Ceratosauria e Tetanurae) |
|  |                                                             |

|  | Coelophysis |
|  |             |

|  | Cryolophosaurus                                                                                               |
|  | |
|  | \| \| Dilophosaurus \| \| \| \| \| \| Téropodes do Jurássico (incluindo Ceratosauria e Tetanurae) \| \| \| \| |
|  | |
|  | Dilophosaurus                                                                                                 |
|  | |
|  | Téropodes do Jurássico (incluindo Ceratosauria e Tetanurae)                                                   |
|  | |

|  | Dilophosaurus                                               |
|  |                                                             |
|  | Téropodes do Jurássico (incluindo Ceratosauria e Tetanurae) |
|  |                                                             |

|  | Cryolophosaurus                                                                                               |
|  | |
|  | \| \| Dilophosaurus \| \| \| \| \| \| Téropodes do Jurássico (incluindo Ceratosauria e Tetanurae) \| \| \| \| |
|  | |
|  | Dilophosaurus                                                                                                 |
|  | |
|  | Téropodes do Jurássico (incluindo Ceratosauria e Tetanurae)                                                   |
|  | |

|  | Dilophosaurus                                               |
|  |                                                             |
|  | Téropodes do Jurássico (incluindo Ceratosauria e Tetanurae) |
|  |                                                             |

|  | Cryolophosaurus                                                                                               |
|  | |
|  | \| \| Dilophosaurus \| \| \| \| \| \| Téropodes do Jurássico (incluindo Ceratosauria e Tetanurae) \| \| \| \| |
|  | |
|  | Dilophosaurus                                                                                                 |
|  | |
|  | Téropodes do Jurássico (incluindo Ceratosauria e Tetanurae)                                                   |
|  | |

|  | Dilophosaurus                                               |
|  |                                                             |
|  | Téropodes do Jurássico (incluindo Ceratosauria e Tetanurae) |
|  |                                                             |

|  | Cryolophosaurus                                                                                               |
|  | |
|  | \| \| Dilophosaurus \| \| \| \| \| \| Téropodes do Jurássico (incluindo Ceratosauria e Tetanurae) \| \| \| \| |
|  | |
|  | Dilophosaurus                                                                                                 |
|  | |
|  | Téropodes do Jurássico (incluindo Ceratosauria e Tetanurae)                                                   |
|  | |

|  | Dilophosaurus                                               |
|  |                                                             |
|  | Téropodes do Jurássico (incluindo Ceratosauria e Tetanurae) |
|  |                                                             |

|  | Coelophysis |
|  |             |

|  | Cryolophosaurus                                                                                               |
|  | |
|  | \| \| Dilophosaurus \| \| \| \| \| \| Téropodes do Jurássico (incluindo Ceratosauria e Tetanurae) \| \| \| \| |
|  | |
|  | Dilophosaurus                                                                                                 |
|  | |
|  | Téropodes do Jurássico (incluindo Ceratosauria e Tetanurae)                                                   |
|  | |

|  | Dilophosaurus                                               |
|  |                                                             |
|  | Téropodes do Jurássico (incluindo Ceratosauria e Tetanurae) |
|  |                                                             |

|  | Cryolophosaurus                                                                                               |
|  | |
|  | \| \| Dilophosaurus \| \| \| \| \| \| Téropodes do Jurássico (incluindo Ceratosauria e Tetanurae) \| \| \| \| |
|  | |
|  | Dilophosaurus                                                                                                 |
|  | |
|  | Téropodes do Jurássico (incluindo Ceratosauria e Tetanurae)                                                   |
|  | |

|  | Dilophosaurus                                               |
|  |                                                             |
|  | Téropodes do Jurássico (incluindo Ceratosauria e Tetanurae) |
|  |                                                             |

|  | Cryolophosaurus                                                                                               |
|  | |
|  | \| \| Dilophosaurus \| \| \| \| \| \| Téropodes do Jurássico (incluindo Ceratosauria e Tetanurae) \| \| \| \| |
|  | |
|  | Dilophosaurus                                                                                                 |
|  | |
|  | Téropodes do Jurássico (incluindo Ceratosauria e Tetanurae)                                                   |
|  | |

|  | Dilophosaurus                                               |
|  |                                                             |
|  | Téropodes do Jurássico (incluindo Ceratosauria e Tetanurae) |
|  |                                                             |

|  | Cryolophosaurus                                                                                               |
|  | |
|  | \| \| Dilophosaurus \| \| \| \| \| \| Téropodes do Jurássico (incluindo Ceratosauria e Tetanurae) \| \| \| \| |
|  | |
|  | Dilophosaurus                                                                                                 |
|  | |
|  | Téropodes do Jurássico (incluindo Ceratosauria e Tetanurae)                                                   |
|  | |

|  | Dilophosaurus                                               |
|  |                                                             |
|  | Téropodes do Jurássico (incluindo Ceratosauria e Tetanurae) |
|  |                                                             |

|  | Coelophysis |
|  |             |

|  | Cryolophosaurus                                                                                               |
|  | |
|  | \| \| Dilophosaurus \| \| \| \| \| \| Téropodes do Jurássico (incluindo Ceratosauria e Tetanurae) \| \| \| \| |
|  | |
|  | Dilophosaurus                                                                                                 |
|  | |
|  | Téropodes do Jurássico (incluindo Ceratosauria e Tetanurae)                                                   |
|  | |

|  | Dilophosaurus                                               |
|  |                                                             |
|  | Téropodes do Jurássico (incluindo Ceratosauria e Tetanurae) |
|  |                                                             |

|  | Cryolophosaurus                                                                                               |
|  | |
|  | \| \| Dilophosaurus \| \| \| \| \| \| Téropodes do Jurássico (incluindo Ceratosauria e Tetanurae) \| \| \| \| |
|  | |
|  | Dilophosaurus                                                                                                 |
|  | |
|  | Téropodes do Jurássico (incluindo Ceratosauria e Tetanurae)                                                   |
|  | |

|  | Dilophosaurus                                               |
|  |                                                             |
|  | Téropodes do Jurássico (incluindo Ceratosauria e Tetanurae) |
|  |                                                             |

|  | Cryolophosaurus                                                                                               |
|  | |
|  | \| \| Dilophosaurus \| \| \| \| \| \| Téropodes do Jurássico (incluindo Ceratosauria e Tetanurae) \| \| \| \| |
|  | |
|  | Dilophosaurus                                                                                                 |
|  | |
|  | Téropodes do Jurássico (incluindo Ceratosauria e Tetanurae)                                                   |
|  | |

|  | Dilophosaurus                                               |
|  |                                                             |
|  | Téropodes do Jurássico (incluindo Ceratosauria e Tetanurae) |
|  |                                                             |

|  | Cryolophosaurus                                                                                               |
|  | |
|  | \| \| Dilophosaurus \| \| \| \| \| \| Téropodes do Jurássico (incluindo Ceratosauria e Tetanurae) \| \| \| \| |
|  | |
|  | Dilophosaurus                                                                                                 |
|  | |
|  | Téropodes do Jurássico (incluindo Ceratosauria e Tetanurae)                                                   |
|  | |

|  | Dilophosaurus                                               |
|  |                                                             |
|  | Téropodes do Jurássico (incluindo Ceratosauria e Tetanurae) |
|  |                                                             |

|  | Coelophysis |
|  |             |

|  | Cryolophosaurus                                                                                               |
|  | |
|  | \| \| Dilophosaurus \| \| \| \| \| \| Téropodes do Jurássico (incluindo Ceratosauria e Tetanurae) \| \| \| \| |
|  | |
|  | Dilophosaurus                                                                                                 |
|  | |
|  | Téropodes do Jurássico (incluindo Ceratosauria e Tetanurae)                                                   |
|  | |

|  | Dilophosaurus                                               |
|  |                                                             |
|  | Téropodes do Jurássico (incluindo Ceratosauria e Tetanurae) |
|  |                                                             |

|  | Cryolophosaurus                                                                                               |
|  | |
|  | \| \| Dilophosaurus \| \| \| \| \| \| Téropodes do Jurássico (incluindo Ceratosauria e Tetanurae) \| \| \| \| |
|  | |
|  | Dilophosaurus                                                                                                 |
|  | |
|  | Téropodes do Jurássico (incluindo Ceratosauria e Tetanurae)                                                   |
|  | |

|  | Dilophosaurus                                               |
|  |                                                             |
|  | Téropodes do Jurássico (incluindo Ceratosauria e Tetanurae) |
|  |                                                             |

|  | Cryolophosaurus                                                                                               |
|  | |
|  | \| \| Dilophosaurus \| \| \| \| \| \| Téropodes do Jurássico (incluindo Ceratosauria e Tetanurae) \| \| \| \| |
|  | |
|  | Dilophosaurus                                                                                                 |
|  | |
|  | Téropodes do Jurássico (incluindo Ceratosauria e Tetanurae)                                                   |
|  | |

|  | Dilophosaurus                                               |
|  |                                                             |
|  | Téropodes do Jurássico (incluindo Ceratosauria e Tetanurae) |
|  |                                                             |

|  | Cryolophosaurus                                                                                               |
|  | |
|  | \| \| Dilophosaurus \| \| \| \| \| \| Téropodes do Jurássico (incluindo Ceratosauria e Tetanurae) \| \| \| \| |
|  | |
|  | Dilophosaurus                                                                                                 |
|  | |
|  | Téropodes do Jurássico (incluindo Ceratosauria e Tetanurae)                                                   |
|  | |

|  | Dilophosaurus                                               |
|  |                                                             |
|  | Téropodes do Jurássico (incluindo Ceratosauria e Tetanurae) |
|  |                                                             |

## Paleoecologia

### Proveniência e ocorrência
Zupaysaurus foi descoberto em sedimentos siliciclasticos da localidade de "quebrada de Jachaleros", formação Los Colorados na província de La Rioja, na Argentina. Esta formação foram mostrados por magnetostratigraphy para dar para o Noriano do Triássico Superior, há cerca de 228 a 208 milhões de anos. Mas também foram atribuídos para a fase mais jovem do Rhaetiano, há cerca de 208 para 201 milhões de anos. Os dois espécimes deste género estão alojados na coleção da Universidade Nacional de La Rioja em La Rioja, Argentina.

### Fauna e habitat
A Formação Los Colorados foi interpretado como uma antiga várzea e que abriga diversos tipos de dinossauros Sauropodomorpha (incluindo Riojasaurus, Coloradisaurus e Lessemsaurus), que compartilhou o mesmo habitat com Zupaysaurus. é reconhecido como um dos mais antigo conhecido da fauna assemblages dominadas por dinossauros, que eram 43% do número de espécies de tetrápodes conhecidos atualmente. Os não-dinossauros que habitaram esta localidade incluída Pseudosuchia, Therapsida como Cynodontia, outros primeiros répteis e possíveis Archosauria.